# Eupithecia asperata
Eupithecia asperata es una especie de polilla de la familia Geometridae. La especie fue descrita por primera vez por Wilhelm Brandt habiendo sido descrita en 1938, con distribución en Irán. El sintipo de la especie fue descrita en los alrededores de Comee, en las proximidades del lago Barm Firuz en el corazón de los montes Zargos.